# إدواردو أوستا
إدواردو أوستا (بالإسبانية: Eduardo Osta)‏ مواليد 4 سبتمبر 1959 في برشلونة، هو لاعب كرة مضرب إسباني سابق وكان يلعب باليد اليسرى. أعلى تصنيف له في الفردي كان المركز الـ 140 في سنة 1988. أعلى تصنيف له في الزوجي كان المركز الـ 285 في سنة 1984.

## النهائيات

### الفردي: (1)
| الرقم | السنة | الدورة      | الأرضية | المنافس في النهائي | النتيجة في النهائي |
| ----- | ----- | ----------- | ------- | ------------------ | ------------------ |
| 1.    | 1988  | تارب, فرنسا | ترابية  | جيساس كولاس        | 7–6, 6–4           |

## روابط خارجية
- إدواردو أوستا على موقع رابطة محترفي التنس (الإنجليزية)
- إدواردو أوستا على موقع الاتحاد الدولي لكرة المضرب (الإنجليزية)
- إدواردو أوستا على موقع خلاصة التنس.كوم (الإنجليزية)